# Менард (Техас)
Менард (англ. Menard) — місто (англ. city) в США, в окрузі Менард штату Техас. Населення — 1348 осіб (2020).

## Географія
Менард розташований за координатами 30°55′6″ пн. ш. 99°47′1″ зх. д. / 30.91833° пн. ш. 99.78361° зх. д. (30.918441, -99.783678).  За даними Бюро перепису населення США в 2010 році місто мало площу 5,34 км², уся площа — суходіл.

## Демографія
Згідно з переписом 2010 року, у місті мешкала 1471 особа в 627 домогосподарствах у складі 395 родин. Густота населення становила 275 осіб/км².  Було 828 помешкань (155/км²).
Расовий склад населення:
| - 77,8 % — білих - 1,1 % — корінних американців - 0,5 % — чорних або афроамериканців - 18,5 % — осіб інших рас |

До двох чи більше рас належало 2,1 %. Частка іспаномовних становила 45,9 % від усіх жителів.
За віковим діапазоном населення розподілялося таким чином: 22,6 % — особи молодші 18 років, 55,2 % — особи у віці 18—64 років, 22,2 % — особи у віці 65 років та старші. Медіана віку мешканця становила 46,9 року. На 100 осіб жіночої статі у місті припадало 96,9 чоловіків;  на 100 жінок у віці від 18 років та старших — 93,2 чоловіків також старших 18 років.
Середній дохід на одне домашнє господарство  становив 44 109 доларів США (медіана — 32 438), а середній дохід на одну сім'ю — 50 720 доларів (медіана — 39 659). Медіана доходів становила 35 795 доларів для чоловіків та 37 750 доларів для жінок. За межею бідності перебувало 15,6 % осіб, у тому числі 21,2 % дітей у віці до 18 років та 15,7 % осіб у віці 65 років та старших.
Цивільне працевлаштоване населення становило 633 особи. Основні галузі зайнятості: освіта, охорона здоров'я та соціальна допомога — 30,0 %, будівництво — 15,2 %, роздрібна торгівля — 10,0 %, сільське господарство, лісництво, риболовля — 9,8 %.